# Polská akademie věd
Polská akademie věd (polsky Polska Akademia Nauk, PAN) je státní vědecká instituce, představující jednak místo spolupráce nejvýznamnějších odborníků v zemi, jednak celou síť vzájemně propojených státních vědeckých institucí umožňující koordinaci jejich činnosti.